# Pomba-trocal
Pomba-trocal (nome científico: Patagioenas speciosa) é uma espécie de ave pertencente à família dos columbídeos, e que ocorre desde o sul do México até a América do Sul. Como os outros pombos do Novo Mundo, ele estava anteriormente unido aos seus parentes do Velho Mundo no gênero Columba, mas hoje o gênero do Novo Mundo Patagioenas é reconhecido como distinto novamente.